# Amintinus tenuis
Amintinus tenuis är en skalbaggsart som först beskrevs av Pierre Lesne 1938.  Amintinus tenuis ingår i släktet Amintinus och familjen kapuschongbaggar. Inga underarter finns listade i Catalogue of Life.